# Шахраї (фільм, 2002)
«Шахраї» (англ. Serving Sara) — американська комедія режисера Реджінальда Хадліна.

## Сюжет
Джо Тайлер працює судовим виконавцем. Його чергове завдання — доставити дружині Гордона Мура Сарі сповіщення про розлучення. Але Сара дуже не хоче отримувати це повідомлення першою. Вона готова навіть заплатити Джо, щоб він доставив таке повідомлення її чоловікові. Від цього залежить, хто отримає значну частину спільного майна при розлученні. Джо погоджується на пропозицію Сари, і вони разом вирушають шукати її чоловіка, щоб доставити повістку до суду. Але все не так просто, адже і Гордон найняв вже іншого фахівця, який шукає Сару.

## У ролях
- Меттью Перрі — Джо Тайлер
- Елізабет Герлі — Сара Мур
- Вінсент Пасторе — Тоні
- Брюс Кемпбелл — Гордон Мур
- Седрік «Розважальник» — Рей Гарріс
- Емі Адамс — Кейт
- Террі Крюс — Вернон
- Джеррі Стіллер — поліцейський Мілтон
- Маршалл Белл — Воррен Цеброн
- Дерек Саузерс — викидайло
- Алан Еклс — людина в ліфті (сцену видалено)
- Робін МакГі — ліфтер Джиммі
- Брент Дункан — дилер Блекджек
- Елі Жак — жінка за столом Блекджек
- Джон Вейн Шафер — Піт Босс
- Джо Вітереллі — Товстий Чарлі
- Вінс Чічері — Алдо
- Тоні Лонго — Піті
- Родерік Вотсон — хлопець з Walkie Talkie
- Марі Міранда — літня жінка в ліфті
- Елейна Каланж — портьє спа-салону
- Хезер Хант — хтось у спа-салоні
- Мелінда Ренна — продавчиня в бутіку
- Марія Аріта — Маямі Marriott Reservations Clerk
- Мері Лайонс — Аманда
- Джим Вілкі — водій автобуса
- Хел Роулі — суддя
- Коаті Мунді — Маямі водій
- Хуліо Седілльо — Маямі Marriott клерк готелю
- Ендрю Вілсон — містер Ендрюс
- Ніккі Шілер Зірінг — Еллісон, тренер Гордона
- Пол Шульте — людина в інвалідному візку
- Джорджія Фой — секретарка Рея
- Джон Роулі — співробітник Moore Co.
- Роберт Д. МакТір — адміністратор Moore Co.
- Оуіда Вайт — Доріс, секретарка Гордона
- Келлі Вест — Деніз
- Шеріл Акемі Тома — японська перекладачка
- Пол Фудзімото — японський бізнесмен
- Дон Пірл — ковбой
- Воллі Велш — ковбой
- Тобі Меткалф — ковбой
- Ремсі Вільямс — медсестра
- Міреллі Тейлор — Марія
- Ліббі Вілларі — офіціантка
- Аманда Дентон — бортпровідниця
- Корт Янг — колекціонер
- Девід Скотт Хек — Расті
- Рік Морроу — людина в натовпі

в титрах не вказані
- Теммі Барр — мандрівник першого класу в аеропорту
- Вілл Брансон — службовець
- Деідре А. Кеннон — робітниця спа-салону
- Ліза Карнахан — масажистка корів
- Еш Крістіан — ковбой
- Ретт Ешлі Кросбі — мандрівник в аеропорту
- Джаред Дей — охоронець
- Ліза Марі Дюпрі — модель на стійці Маямі Marriott
- Ешлі Хед — гість готелю
- Пол Хекманн — прихильник шоу Monster Truck
- Дженніфер Хепп — фанатка Monster Truck
- Рік Херод — рука на ранчо
- Майк Джадж — мотельний клерк
- Вільям Кідд — службовець
- Джейсон Даффі Клемм — замовник
- Майкл С. Кеніг — комівояжер
- Івонна Лінн — дівчина в ліфті
- Майкл Марко — турист в Маямі
- Ерін МакКанн — дівчина в аеропорту
- Джон МакФален — Блекджек дилер
- Теммі Нгуйен — студент на автобусі
- Роза Ніколс — дівчина в готелі за столом
- Брайан Нолен — вантажник
- Річард Філліпс — танцівник
- Ларрі Пертелл — чистильник взуття в аеропорту
- Вернон Рівз — мафіозі гравець
- Фара Вайт — жінка в ліфті
- Філліп Вілбурн — чоловік в ліфті
- Стефен Вейд Вілсон — гість готелю